# Munich Open
Die Munich Open, vormals auch FFB Snooker Open, waren ein Anfang der 2010er-Jahre zweimal ausgetragenes Snookerturnier, welches als Teil der Players Tour Championship den Status eines Minor-ranking-Turnieres innehatte. Das Turnier wurde bei beiden Ausgaben – in den Jahren 2012 und 2013 – im Veranstaltungsforum Fürstenfeld im bayerischen Fürstenfeldbruck nahe München ausgetragen. Der Schotte Stephen Maguire und der Engländer Mark Selby sind mit je einem Titel Rekordsieger des Turnieres. Mit ihren Maximum Breaks spielten Matthew Stevens und Ding Junhui während der ersten Ausgabe die höchsten Breaks der Turniergeschichte.

## Geschichte
Das Turnier fand über beide Ausgaben hinweg in Fürstenfeldbruck statt. Allerdings mussten 2012 die ersten drei und 2013 die ersten zwei Runden sowie die Qualifikation nach Sheffield verlegt werden, da wegen baulicher Probleme eine Austragung des gesamten Turnieres in Fürstenfeldbruck nicht möglich war.
Die Erstausgabe des Turnieres fand unter dem Namen FFB Snooker Open 2012 im Januar 2012, also während der Saison 2011/12, als zwölftes und letztes Vor-Event der Players Tour Championship 2011/12 im Veranstaltungsforum Fürstenfeld in Fürstenfeldbruck statt. Sponsor des Turnieres war das Unternehmen Arcaden; insgesamt wurde ein Preisgeld von 50.500 £ ausgeschüttet. Wie auch bei anderen PTC-Turnieren erhielten auch Amateure die Möglichkeit zur Teilnahme, sodass neben 85 Profispielern auch 43 Amateure unter den Teilnehmern waren. Schlussendlich konnten sich Stephen Maguire und Joe Perry durchsetzen; der Schotte Maguire besiegte seinen englischen Gegner im Finale mit 4:2 und gewann damit die Siegesprämie von 10.000 £. Die höchsten Breaks des Turniers wurden vom Waliser Matthew Stevens und dem Chinesen Ding Junhui gespielt, die während des Turnieres jeweils ein Maximum Break erzielten.
Die zweite Ausgabe fand als Munich Open 2013 erneut Anfang Januar, allerdings im Jahr 2013, am selben Ort wie im Vorjahr statt. Nun war das Turnier das sechste Event der European Tour, einer PTC-Teiltour für die europäischen Events, aber dennoch als Teil der Saison 2012/13 beziehungsweise der Players Tour Championship 2012/13 statt. Sponsoren des Turnieres waren neben Arcaden auch der Wettanbieter Betfair. Durch die auf 133 Spieler gestiegene Teilnehmerzahl war eine Vorab-Qualifikation für die Amateure notwendig. Das Finale erreichten mit Mark Selby und Graeme Dott erneut ein Engländer und ein Schotte; Mark Selby gewann dank eines 4:3-Sieges die Siegprämie von 12.000 £. Das höchste Break des Turnieres war ein 141er-Break, das von den Engländern Anthony Hamilton und Jamie Cope sowie von dem Thailänder Thepchaiya Un-Nooh gespielt wurde.

## Sieger
| Jahr                                     | Austragungsort                                   | Sieger                                   | Ergebnis                                 | Finalist                                 | Sponsor                                  | Saison                                   |
| FFB Snooker Open – Minor-ranking-Turnier | FFB Snooker Open – Minor-ranking-Turnier         | FFB Snooker Open – Minor-ranking-Turnier | FFB Snooker Open – Minor-ranking-Turnier | FFB Snooker Open – Minor-ranking-Turnier | FFB Snooker Open – Minor-ranking-Turnier | FFB Snooker Open – Minor-ranking-Turnier |
| ---------------------------------------- | ------------------------------------------------ | ---------------------------------------- | ---------------------------------------- | ---------------------------------------- | ---------------------------------------- | ---------------------------------------- |
| 2012                                     | Fürstenfeldbruck Veranstaltungsforum Fürstenfeld | Stephen Maguire                          | 4:2                                      | Joe Perry                                | Arcaden                                  | 2011/12                                  |
| Munich Open – Minor-ranking-Turnier      |                                                  |                                          |                                          |                                          |                                          |                                          |
| 2013                                     | Fürstenfeldbruck Veranstaltungsforum Fürstenfeld | Mark Selby                               | 4:3                                      | Graeme Dott                              | Arcaden, Betfair                         | 2012/13                                  |